# Fuka
Fuka – wieś w Chorwacji, w żupanii zagrzebskiej, w gminie Gradec. W 2011 roku liczyła 99 mieszkańców.